# بني دركول (تافرانت)
بني دركول هي إحدى مشيخات المملكة المغربية، تتبع جغرافيا لإقليم تاونات وإداريًا لتافرانت. يقدر عدد سكانها بـ 9633 نسمة حسب الإحصاء الرسمي للسكان والسكنى لسنة 2004.